# إدوارد ألويسيوس فيتزجيرالد
إدوارد ألويسيوس فيتزجيرالد (بالإنجليزية: Edward Aloysius Fitzgerald)‏ هو كاهن كاثوليكي أمريكي، ولد في 13 فبراير 1893 في كريسكو في الولايات المتحدة، وتوفي في 31 مارس 1972 في وينونا في الولايات المتحدة.